# Indult
L'indult o perdó és l'acte mitjançant el qual es causa l'extinció de la responsabilitat penal, i suposa el perdó de la pena. És una situació diferent de l'amnistia, perquè en aquesta els beneficiaris són exonerats tant de la pena com del delicte que la motivava, mentre que l'indult només exonera del compliment de la pena, però no de l'atribució del delicte. Així la persona continua estant culpable però no ha de complir la pena. Cada estat en té una legislació pròpia, però a grans trets es poden assenyalar algunes característiques comunes de les legislacions dels diferents països. L'indult pot ésser total o parcial. També pot ésser general o particular.
- L'indult total comprèn la remissió de totes les penes les quals va rebre la persona i que encara no han estat complides.
- L'indult parcial implica la remissió d'alguna o algunes de les penes imposades o el seu canvi per altres menys greus.

A Espanya l'indult està regulat per la llei d'indult del 1988 que modificava formalment la norma del 1870
En els darrers anys els successius governs han atorgat centenars d'indults anualment. Aquesta atribució no està sotmesa a l'aprovació de ningú més que el ministeri de Justícia, que no està obligat a justificar-ne les causes que el motiven i que no està controlada pel poder judicial i no es pot recórrer en cap cas.
Tanmateix aquesta regulació ha estat criticada per la seva indefinició que permet una aplicació arbitrària d'aquesta prerrogativa del govern d'Espanya